# Fischerstechen

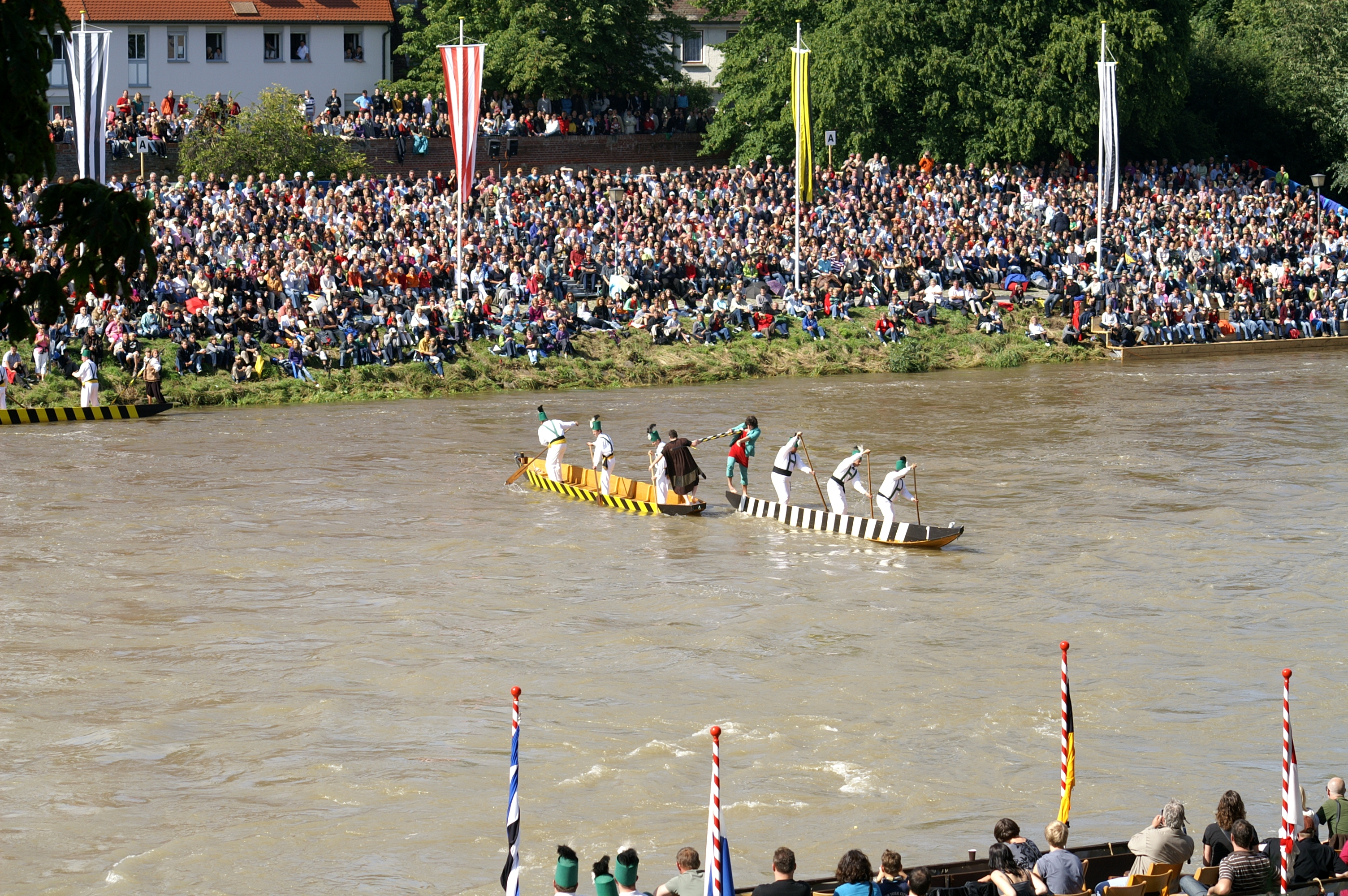
Das Fischerstechen in Ulm am 19. Juli 2009

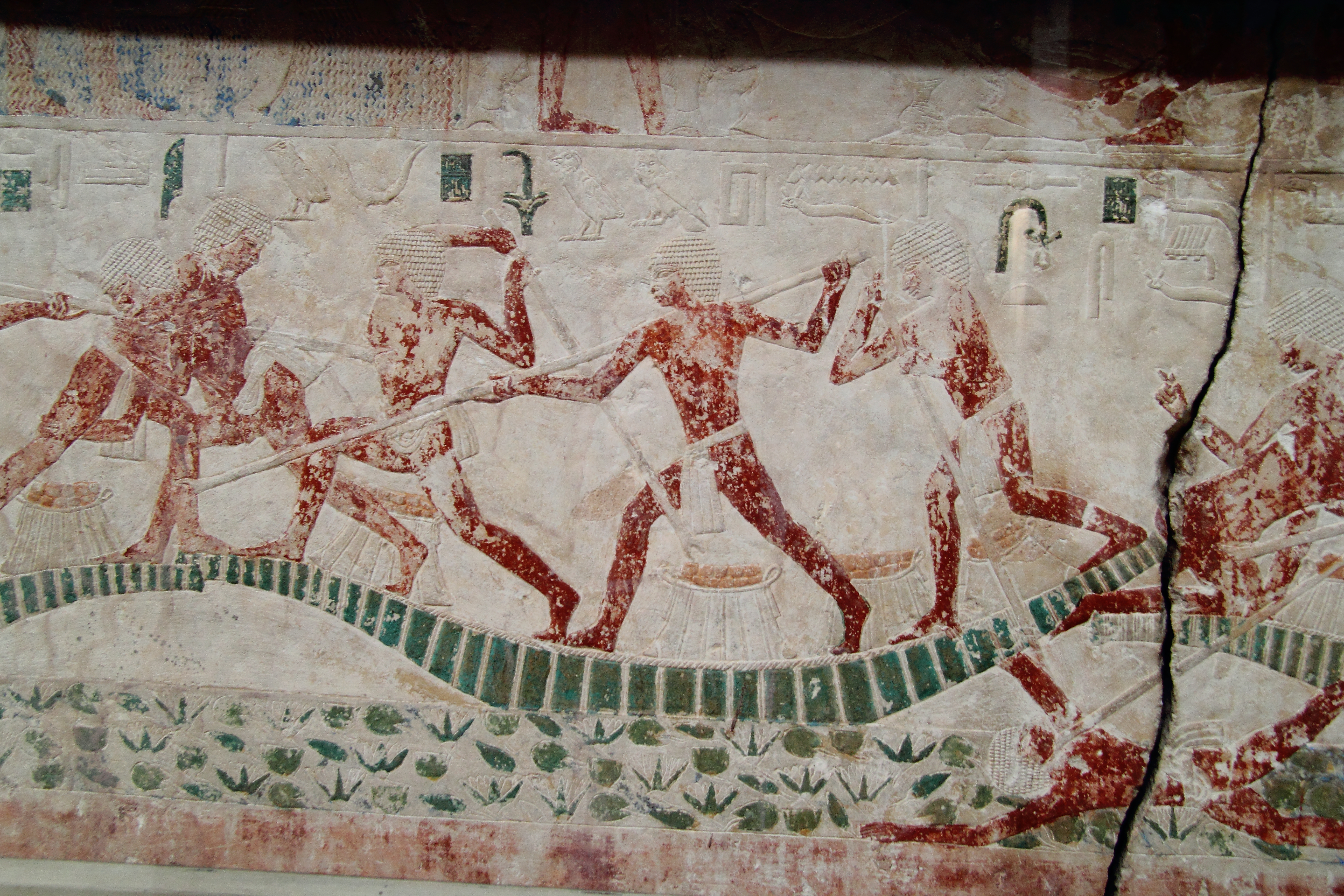
Bootskampf in Ägypten um 2400 v. Chr.

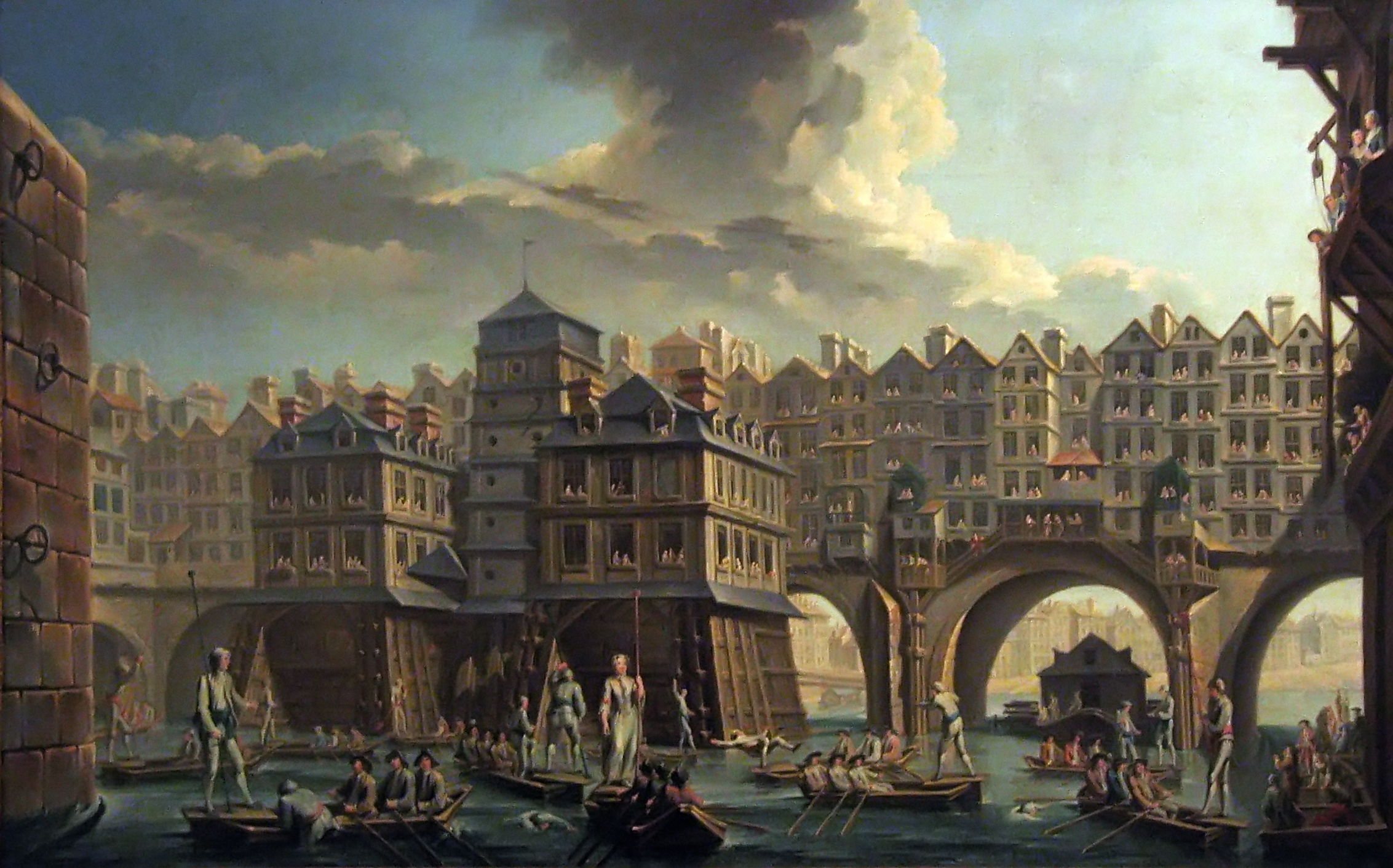
Stechturnier der Flussschiffer zwischen dem Pont Notre-Dame und dem Pont au Change" in Paris (1756)

Mit Fischerstechen wird ein alter Fischerbrauch bezeichnet. Der gleiche Brauch ist auch als Schifferstechen bekannt, der seinen Ursprung meist in der Fluss-Transportschifffahrt hat, z. B. der Salzschifffahrt. Es stellt einen sportlichen Wettkampf zwischen zwei Mannschaften dar, die auf (Ruder-)Booten gegeneinander antreten mit dem Ziel, Mitglieder der anderen Mannschaft mit Hilfe einer Lanze von ihren Booten ins Wasser zu stoßen. Fischerstechen wird hauptsächlich in Deutschland, Frankreich und der Schweiz praktiziert.

## Geschichte
Fischerstechen war bereits im Alten Ägypten, vor allem im Alten Reich von 2700 bis 2200 v. Chr., ein sportliches Freizeitvergnügen.
Belege für den Zweikampf finden sich später im antiken Griechenland. Die Griechen brachten den Brauch nach Sizilien, wo ihn die Römer sofort übernahmen. Im Römischen Reich gibt es unzählige Hinweise auf das Lanzenstechen, vor allem bei Naumachien (wörtlich „Seekämpfe“). Dabei wurden Seeschlachten inszeniert und andere Wassersportarten, die in eigens zu diesem Zweck gefluteten Arenen stattfanden. Höchstwahrscheinlich führten die Römer diese Art von Spielen in ihrem gesamten Reich ein. Ein Beweis dafür ist die Beschreibung eines Festes, das 303 in Straßburg zu Ehren des Kaisers Diokletian stattfand. Einige Historiker plädieren jedoch für eine Einführung der Spiele seit der Gründung von Massilia, einer griechischen Kolonie, die 570 v. Chr. gegründet wurde und aus der später die französische Stadt Marseille hervorging.
Nach der Römerzeit wurden in Frankreich erst im 12. Jahrhundert wieder Wasserwettkämpfe ausgetragen. Es ist möglich, dass sie während dieser Zeit in wassernahen Gemeinden überlebten, aber sie wurden nirgends erwähnt. Das älteste Dokument aus der nachlateinischen Zeit berichtet von einem Ritterturnier in Lyon am 2. Juni 1177, das zum Gedenken an die Tausendjahrfeier der christlichen Märtyrer von Lyon und Vienne abgehalten wurde.

## Liste von Fischerstechen

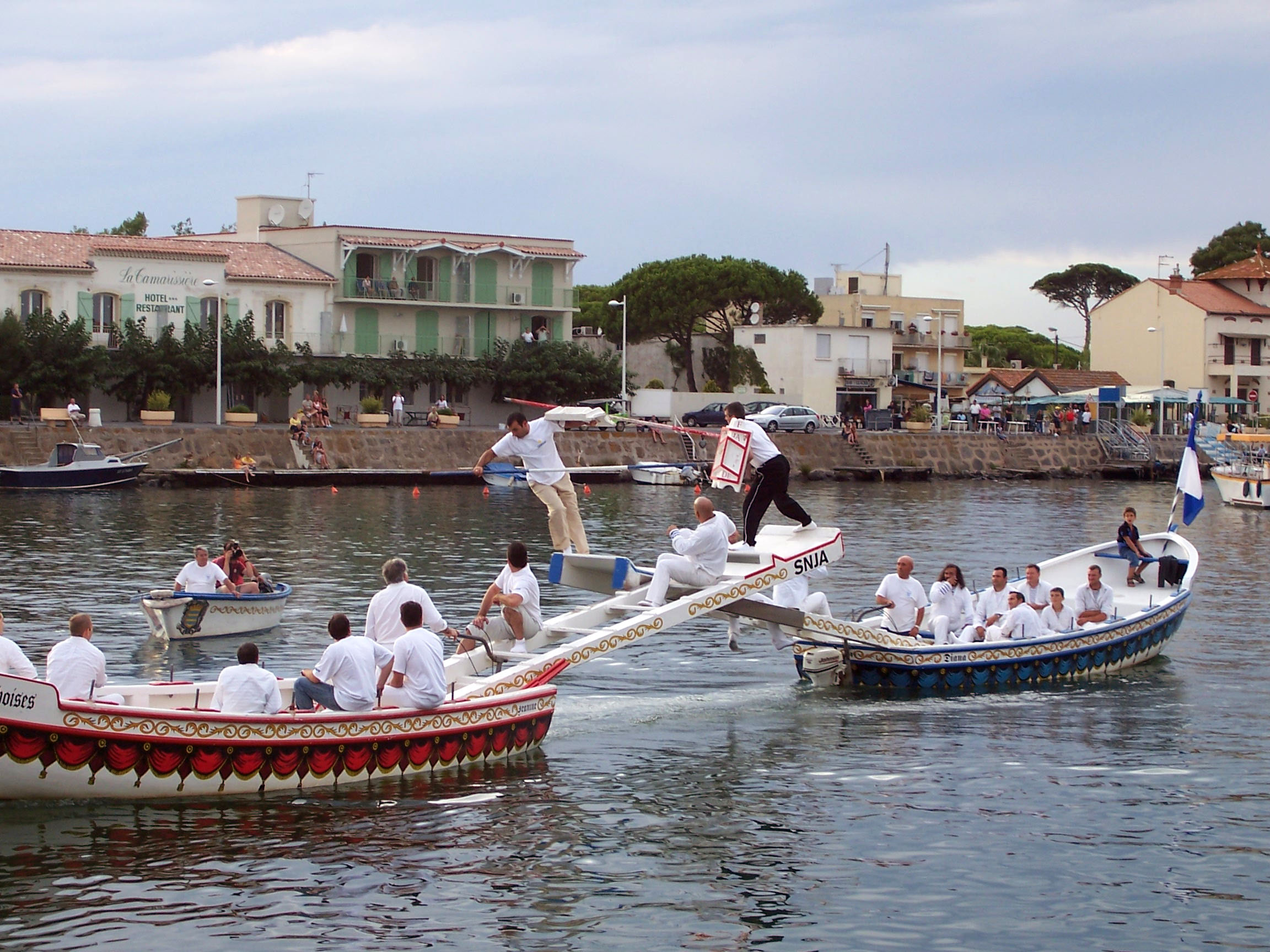
Fischerstechen in Agde, Frankreich

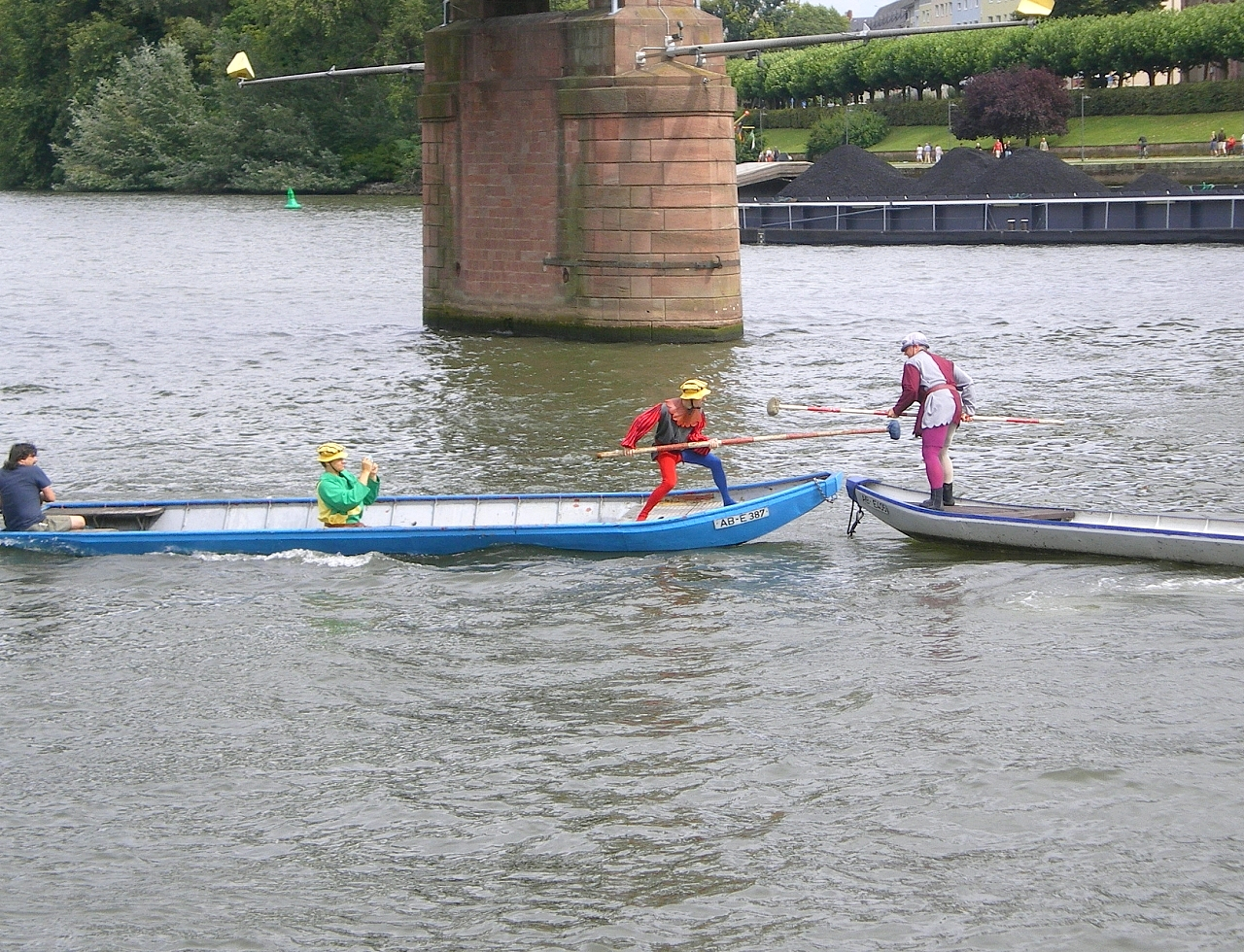
Fischerstechen in Frankfurt a. M., Mainfest

### Deutschland
- Das Fischerstechen in Bamberg im Rahmen der Sandkerwa am letzten vollen Wochenende im August
- Das traditionelle Fischerstechen in Bad Kreuznach
- Das Fischerstechen in Besigheim beim Winzerfest seit 1999 alle 2 Jahre
- Das Fischerstechen in Bischberg im Rahmen der jährlichen Kirchweih am ersten Wochenende im September
- Das Fischerstechen zum Inselfest in Donauwörth mit 300-jähriger Tradition.
- Das traditionelle Fischerstechen in Eddersheim (Hattersheim am Main) im Rahmen des jährlich stattfindenden Fischerfest
- Das historische Fischerstechen in Frankfurt am Main im Rahmen des traditionellen Mainfestes wird vom DLRG veranstaltet
- Das traditionelle Fischerstechen in Friedrichshafen, jedes Jahr am Seehasenfest ausgetragen seit 1952
- Das traditionelle Fischerstechen in Gernsheim findet jährlich beim Rheinischen Fischerfest statt
- Das Hallenser Fischerstechen im Rahmen des Laternenfestes
- Das traditionelle Fischerstechen in Ingolstadt auf der Donau an der Donaubühne des Klenzeparks im Rahmen des Schanzer Donaufests oder des Bürgersfest
- Das seit 1980 ausgetragene Fischerstechen auf dem Natursee in Inneringen (Stadtteil von Hettingen)
- Das Fischerstechen in Iznang findet alle 3 Jahre im Untersee (Bodensee) statt.
- Das Ketscher Fischerstechen
- In Königsberg i. Pr. ging das Schifferstechen am 3. Januar auf einen Brauch der Schiffer von 1594 zurück.
- Das traditionelle Fischerstechen in Langenargen am Bodensee, das jedes Jahr seit 1932 durch den Turnverein (Abt. Handball) und die Berufsfischer durchgeführt wird.
- In Laufen (Salzach) und dem gegenüberliegenden, heute österreichischen Oberndorf bei Salzburg findet alljährlich zwischen den beiden Stadtgemeinden ein Schifferstechen statt, das an die Salzschifffahrt auf der Salzach erinnert.
- Bei der Mainzer Johannisnacht findet im Rahmen des Volksfestes ein Schifferstechen statt.
- Das Fischerstechen in Neuburg an der Donau seit 1974 im Rahmen des Fischergasslefestes mit Mannschaften aus Deutschland, Österreich, Frankreich und der Schweiz.
- Das Fischerstechen in Neuhaus am Inn findet seit 2009 jährlich zum traditionellen Grenzlandfest statt. Es treten Vereine aus Deutschland und Österreich gegeneinander an.
- In Nürnberg im Rahmen des Altstadtfestes
- Das traditionelle Fischerstechen in Seehausen am Staffelsee, jedes Jahr am 15. August.[1]
- Das Fischerstechen in Seeshaupt am Starnberger See findet traditionell jährlich unterhalb der St. Michaels-Kirche statt.
- Das Fischerstechen in Seligenstadt findet alle 5 Jahre auf dem Main statt.
- Das „Prinzregent Luitpold-Fischerstechen“ findet seit 1907 alle 5 Jahre (mit einigen Ausnahmen während der Kriegsjahre) auf dem Starnberger See an der Seepromenade in Starnberg statt. Es werden 2 Stechen ausgetragen: das der Sportfischer (Privatpersonen) und das der Berufsfischer rund um den See, bei dem der Gewinner zum Fischerkönig ernannt wird.
- Beim Fischerstechen in Stepperg wird jährlich im Juli vor dem Antonibergfest auf die französische Art gestochen.[2]
- Das Fischerstechen in Stuttgart-Bad Cannstatt findet alle zwei Jahre in einem ungeraden Jahr Ende Juli auf dem Neckar statt (2017: 300-jähriges Jubiläum)
- Das seit 1981 alle vier Jahre stattfindende Fischerstechen in Türkenfeld wird von der ansässigen freiwilligen Feuerwehr ausgerichtet.
- Das Fischerstechen in Ulm (siehe Fischerstechen in Ulm)
- Das Fischerstechen in Weßling auf dem Weßlinger See
- Das traditionelle Fischerstechen in Worms im Rahmen des Backfischfestes
- Ein derartiges Fischerstechen ist auch in Würzburg bekannt.[3] Das Fischerstechen auf dem Main ist seit 1508 überliefert und aus älteren Bräuchen wie dem Fischertanz an Pfingsten hervorgegangen.[4]

### Österreich
- Im Achensee, Strandbad Achenkirch, veranstaltet beim jährlichen Strandfest am 15. August, die Bergrettung nun alle 2 Jahre ein Fischerstechen, 2018 zum elften Mal.[5][6][7][8][9]

- Oberndorf bei Salzburg, siehe weiter oben (Laufen).

### Schweiz
- In Zürich ist ein Schifferstechen auf der Limmat bereits 1576 auf dem Murerplan dargestellt, seit 1979 werden sie regelmäßig alle drei Jahre durchgeführt.

### Frankreich
In Frankreich gibt es eine Vielzahl von lokalen Varianten des Fischerstechens (u. a. Languedoc, Provence, Lyon, Elsass, Paris), auch mit Beteiligung von Frauen. In mehreren Gewichts- und Altersklassen werden französische Meister ermittelt. Fischerstechen („joute nautique“) gilt in Frankreich als immaterielles Kulturerbe.
- Das Fischerstechen (französisch: les joutes) in Agde
- Das Fischerstechen in Sète

## Fischerstechen in Ulm

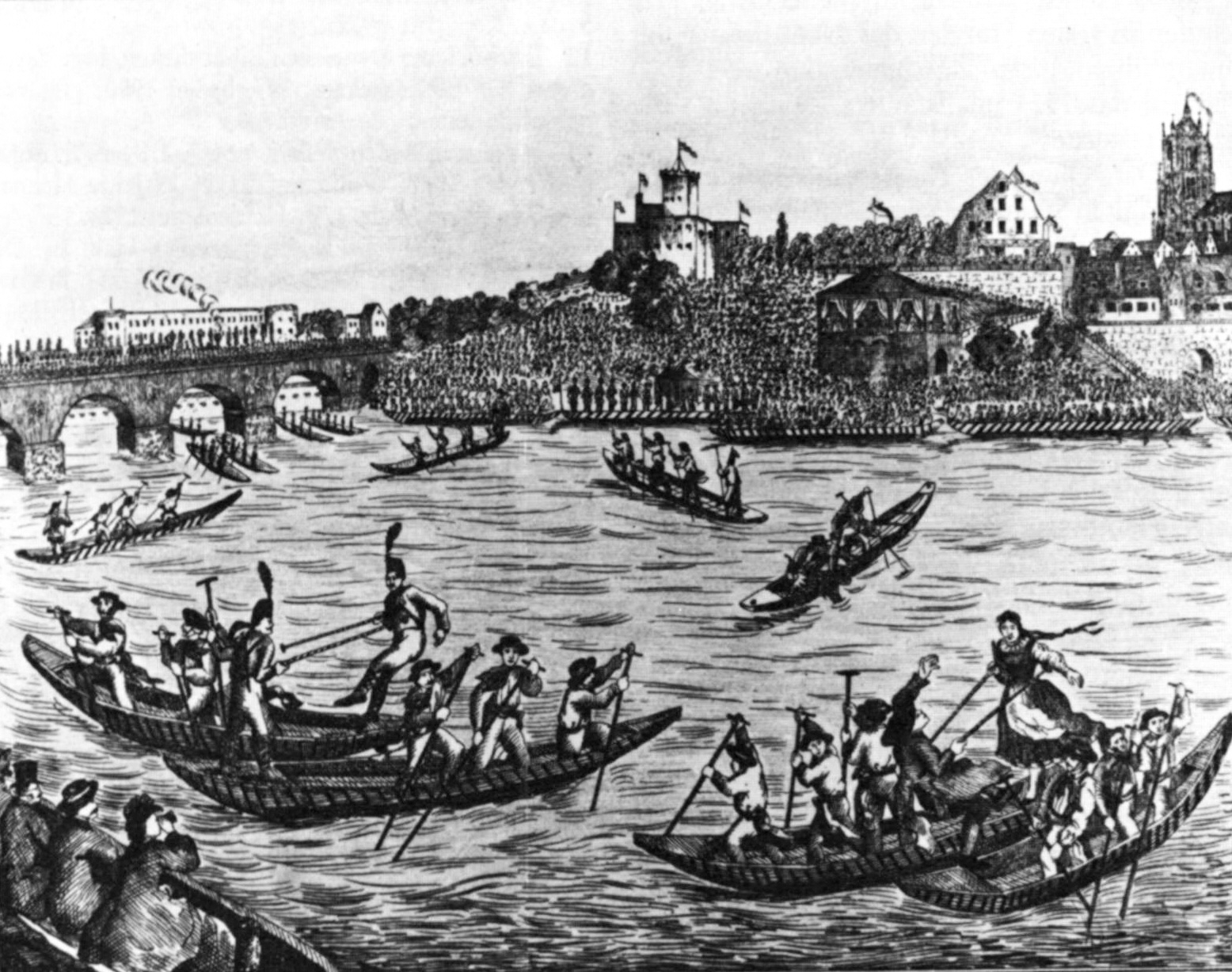
Das Fischerstechen in Ulm am 26. Juni 1865

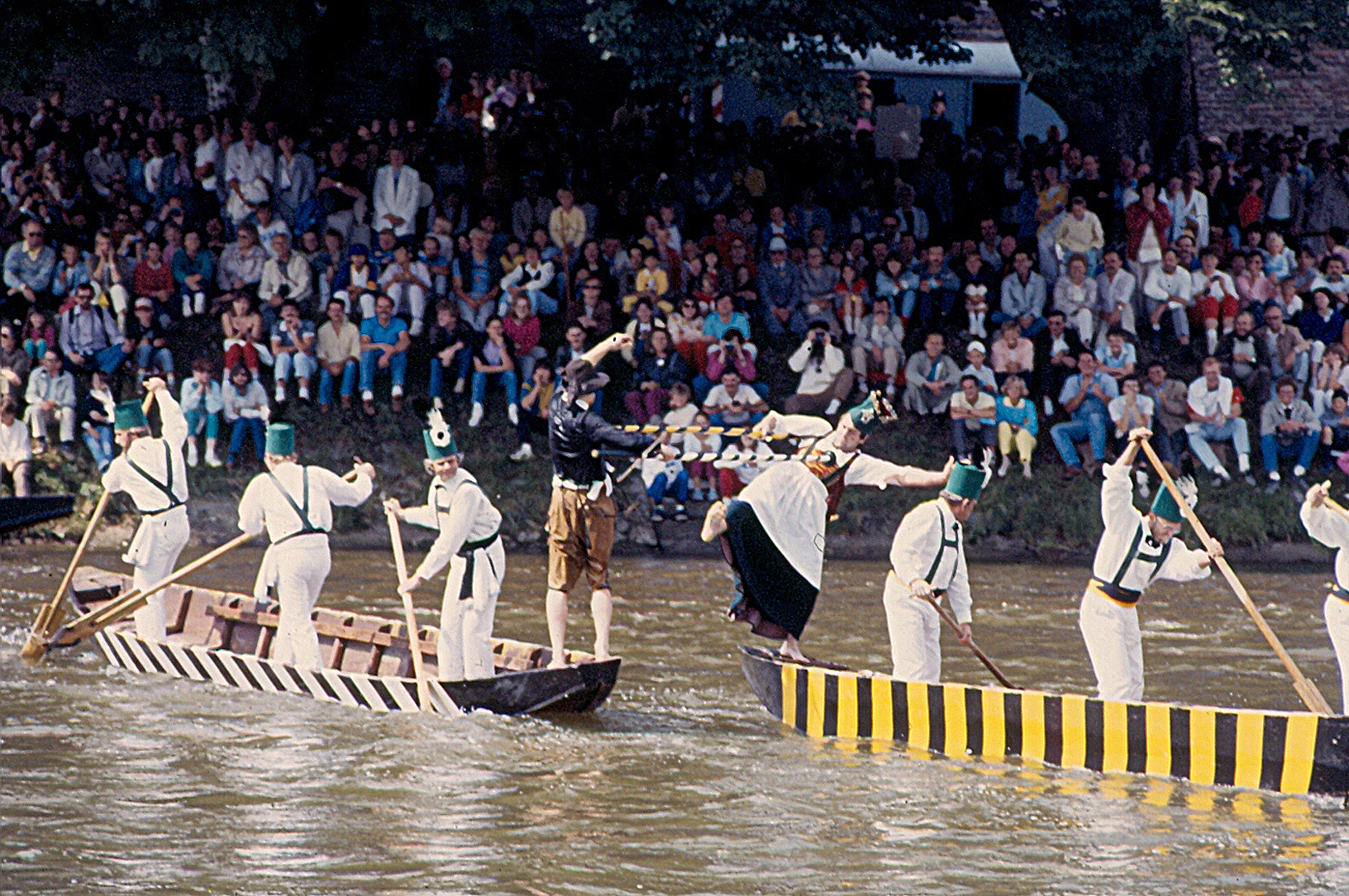
Fischerstechen Ulm, 1986: Bauer und Bäuerin

Das Ulmer Fischerstechen dürfte ins 14./15. Jahrhundert zurückreichen, lässt sich aber erst 1545 in den Ratsprotokollen belegen. Seit 1662 wurde das zunächst im Frühjahr stattfindende Fischerstechen regelmäßig am Dienstag nach dem Schwörmontag veranstaltet. Einer Lokalsage zufolge beobachteten zwei Ulmer Fischer ein Ritterturnier, das die in Ulm ansässigen Mönche des Klosters Reichenau veranstalteten. Die beiden meinten, dass sie das auch könnten, wobei sie dann mangels Pferden mit ihren Zillen gegeneinander starteten.
Heute findet es alle vier Jahre, bei besonderen Ulmer Anlässen auch in drei- bzw. fünfjährigem Abstand an den beiden Sonntagen vor dem Schwörmontag, dem zweitletzten Montag im Juli, statt. Am Vormittag ziehen traditionell die Mitglieder des Ulmer Schiffervereins durch die Ulmer Innenstadt, wobei an ausgewählten zentralen Plätzen zu schlichter Trommelmusik jeweils die historischen Tänze der Fischerzunft aufgeführt werden. Im Festzug mit dabei sind als wichtigste Gruppe die Stecherpaare, die im Wettkampf gegeneinander antreten werden. Die Stecher sind kostümiert und stellen Figuren dar, in denen sich die Geschichte des Ulmer Fischerstechens und der Zeitgeist verschiedener Epochen widerspiegelt. Dabei gibt es 15 feste Stecherpaare mit 30 Figuren sowie ein von Sonntag zu Sonntag wechselndes Überraschungspaar: zwei Gegenspieler aus dem aktuellen Zeitgeschehen.
Das Fischerstechen findet vor Tausenden von Zuschauern am Nachmittag auf der Donau als Turnier nach strengen Regeln statt. Dabei fährt bei jeder Paarung je eine Zille vom Ulmer und vom Neu-Ulmer Ufer ab. Diese Holzboote sind rund zehn Meter lang und einen Meter breit. Die Stecher stehen am hinteren Ende der Zille auf dem Standplatz, drei Fahrer bewegen eine Zille, der vordere und der hintere steuern, während der mittlere für die nötige Geschwindigkeit sorgt.
Die 16 Stecherpaare treffen zunächst in der Hauptrunde aufeinander. Es gilt, „trocken“ zu bleiben und nicht „nass“ zu werden: Ein Stecher gilt als „nass“, wenn er ins Wasser fällt, vom Standpodest in die Zille tritt, seinen Speer verliert, nach dem Speer des Gegners greift, durch unfaires Handeln seinen eigenen Sturz verhindert oder den des Gegners provoziert. Der Zunftmeister und das Schiedsgericht entscheiden in Zweifelsfällen, ob ein Stecher trocken geblieben ist. Die Lanze ist ca. 2,80 Meter lang, an der Spitze durch eine ledergepolsterte Scheibe entschärft und am anderen Ende mit einem flachen Querholz versehen. Dieses wird an die Schulter gepresst und dient so zur Stabilisierung des Speers. Es gibt Hauptrunden, Zwischenrunden und das Finale. Da das Ulmer Fischerstechen an zwei aufeinanderfolgenden Sonntagen stattfindet, stechen nach dem Tagesfinale am zweiten Sonntag die beiden Tagessieger um den Gesamtsieg.
Ausrichter des Ulmer Fischerstechens ist der Ulmer Schifferverein e. V. als Nachfolgeorganisation der Ulmer Schiffer- und Fischerzunft. Veranstalter ist die Stadt Ulm. Das letzte Fischerstechen, die Umzüge und die damit verbundenen Fischertänze fanden am 18. und 20. Juli 2025 statt.

### Regeln beim Ulmer Fischerstechen
Die Regeln des Fischerstechens sind darauf ausgelegt, den Wettkampf fair und sicher zu gestalten. Hier sind die wichtigsten Regeln:
1. Teilnehmer und Ausrüstung:
Das Ulmer Fischerstechen ist ein traditionsreiches Ereignis, bei dem die Stecher in der Regel Nachfahren von Ulmer Schiffer- und Fischerfamilien sind. Diese Tradition ist tief in der Vereinsgeschichte verwurzelt und die Teilnahme an diesem Spektakel wird seit Generationen innerhalb der Familie weitergeben.
Die Stecher stehen auf schmalen Plattformen, den sogenannten „Schraven“, die am Bug von den Zillen befestigt sind. Jeder Stecher ist mit einer 280 cm langen Lanze, dem sogenannten „Stecherspeer“, ausgerüstet. Diese bestehen aus Esche und haben am stumpfen Ende einen gepolsterten Sandsack, um Verletzungen zu reduzieren. Eine wichtige Regel, besagt, dass jegliche Schutzausrüstung in Form von Projektoren oder Polsterungen nicht erlaubt ist.
2. Wettkampfziel und Regeln:
Das Ziel ist es, den Gegner mit dem Stecherspeer von seiner Plattform ins Wasser zu stoßen, während man selbst das Gleichgewicht hält und nicht ins Wasser fällt. Es ist nur erlaubt, mit dem Speer zu stoßen; der Einsatz anderer Körperteile oder Gegenstände ist untersagt. Die Stecher müssen ihre eigene Brust offen anbieten und gleichzeitig mit ihrem Speer auf die Brust des Gegners zielen. Dies ist eine zentrale Regel, die sicherstellt, dass der Wettbewerb fair bleibt und beide Stecher gleich stark gefordert werden. Das Querholz des Speers muss fest an der Schulter des Stechers angelegt sein. Diese Haltung sorgt dafür, dass der Stoß kontrolliert und kraftvoll ausgeführt wird, ohne dass unfaire Vorteile entstehen.
Ein Stecher kann von der Turnierleitung verwarnt werden, wenn er eine übermäßige Vorlage (zu weit nach vorne gebeugter Körperhaltung) einnimmt, da dies einen Vorteil verschaffen könnte. Stecher werden verwarnt, wenn sie den Stich zu hoch oder zu niedrig ansetzen. Der Speer muss korrekt auf die Brust des Gegners gerichtet sein. Darüber hinaus ist es verboten, sich wegzudrehen, die Brust zu verstecken oder mit der Hand nach dem Speer des Gegners zu greifen.
3. Runden und Entscheidung:
Der Wettkampf besteht aus mehreren Runden, bei denen jeweils zwei Stecher gegeneinander antreten. Die Hauptrunde wird gruppenweise in je zwei Durchgängen gestochen (drei Paare entsprechen einer Gruppe). Insgesamt besteht die Vorrunde aus fünf Gruppen. Der Stecher, der einmal mehr ins Wasser fällt, verliert die Runde. Besonderheiten in der Hauptrunde sind: die Schalksnarren sowie Bauer und Bäuerin. Die Schalksnarren genießen in der ersten Runde eine besondere Narrenfreiheit. Dies bedeutet, dass für sie in dieser Runde bestimmte Regelungen lockerer ausgelegt werden und beide Figuren im ersten Durchgang eine Narrenfreiheit genießen. Diese Ausnahme spiegelt die Rolle des Narren als schelmische und unberechenbare Figur wider, die traditionelle Normen humorvoll bricht. Der Bauer hat in der Vorrunde eine besondere Aufgabe: er lässt sich beim ersten Stich für seine Bäuerin absichtlich ins Wasser fallen. Diese Geste ist symbolisch und trägt zur Unterhaltung des Publikums bei. Es zeigt auch die Hingabe des Bauern für seine Bäuerin und fügt dem Spektakel eine humorvolle und traditionelle Note hinzu.
Von der Hauptrunde in die Zwischenrunde kommen die Sieger der Hauptrundenpaarungen (alle Stecher, die einmal mehr trocken geblieben sind). In der ersten Zwischenrunde wird nur in einem Durchgang gestochen. Sollten aber weniger als 12 Stecher diese Runde erreichen, werden zwei Durchgänge durchgeführt. Die Sieger der jeweiligen Zwischenrunden kommen immer eine Runde weiter. Bei einer ungeraden Zahl von Stechern in einer Zwischenrunde wird für einen ein Freilos gezogen. Ab der zweiten Zwischenrunde wird immer in zwei Durchgängen gestochen. Erreichen nur drei Stecher eine Zwischenrunde, entfällt die Freilosregelung. Es wird dann ein Stecher ausgewählt, der in einer direkt davor ausgetragenen Zwischenrunde ausgeschieden war. Im Finale siegt, wer öfter „trocken“ bleibt als sein Gegner. Ist nach zwei Durchgängen noch keine Entscheidung gefallen, siegt, wer in einem weiteren Durchgang „trocken“ bleibt. Am zweiten Sonntag wird der Turniersieger der beiden Sonntage im Aufeinandertreffen der jeweiligen Tagessieger ermittelt.
4. Schiedsgericht:
Ein Schiedsgericht aus drei Personen überwacht den Wettkampf und sorgt dafür, dass die Regeln eingehalten werden. In der Vergangenheit gab es vermehrt Kritik, welche Tricks und Taktiken erlaubt sind, da es kein festgeschriebenes Regelwerk und eine Bewertung auf subjektiver Basis stattfindet. Diese Unklarheiten haben dazu geführt, dass in manchen Fällen die Turnierleitung individuell entscheiden musste, ob bestimmte Handlungen als fair zu bewerten sind.